# Liste der Biografien/Kreb
Liste der Biografien |
Portal Biografien |
Personensuche
# |
A |
B |
C |
D |
E |
F |
G |
H |
I |
J |
K |
L |
M |
N |
O |
P |
Q |
R |
S |
T |
U |
V |
W |
X |
Y |
Z |
?
 
Ka |
Kb |
Kc |
Kd |
Ke |
Kf |
Kg |
Kh |
Ki |
Kj |
Kl |
Km |
Kn |
Ko |
Kp |
Kr |
Ks |
Kt |
Ku |
Kv |
Kw |
Ky |
Kx |
Kz
 
Kra |
Krb |
Krc |
Kre |
Krg |
Krh |
Kri |
Krj |
Krk |
Krl |
Krm |
Krn |
Kro |
Krp |
Krs |
Krt |
Kru |
Kry |
Krz
 
Krea |
Kreb |
Krec |
Kred |
Kree |
Kref |
Kreg |
Kreh |
Krei |
Krej |
Krek |
Krel |
Krem |
Kren |
Kreo |
Krep |
Kres |
Kret |
Kreu |
Krev |
Krew |
Krex |
Krey |
Krez
Die Liste der Biografien führt alle Personen auf, die in der deutschsprachigen Wikipedia einen Artikel haben. Dieses ist eine Teilliste mit 144 Einträgen von Personen, deren Namen mit den Buchstaben „Kreb“ beginnt.

## Kreb

### Kreba
- Krebaum, Eobanus Friedrich (1786–1845), deutscher Orgelbaumeister
- Krebaum, Walter (1921–2010), deutscher SED-Funktionär, Kandidat des ZK der SED, MdV

### Krebb
- Krebber, Daniel (* 1972), deutscher Diplomat
- Krebber, Gereon (* 1973), deutscher Bildhauer
- Krebber, Heike (* 1966), deutsche Molekular- und Zellbiologin
- Krebber, Markus (* 1973), deutscher Manager in der Energiewirtschaft
- Krebber, Michael (* 1954), deutscher Künstler
- Krebber, Sebastian (* 1963), deutscher Jurist und Hochschullehrer
- Krebber, Steffen (* 1976), deutscher Komponist, Klangkünstler und Forscher
- Krebbers, Herman (1923–2018), niederländischer Violinpädagoge

### Krebe
- Krebel, Rudolph (* 1802), deutscher Militärarzt
- Kreber, Carolin (* 1965), deutsche Hochschuldidaktikerin
- Kreber, Johann Daniel von (1719–1790), dänischer Generalleutnant
- Kreber, Paul (1910–1989), deutscher Polizeibeamter
- Krebernik, Manfred (* 1953), deutscher Altorientalist

### Krebi
- Krebietke, Stefan (* 1971), deutscher Handballspieler
- Krebitz, Hans (1935–2021), österreichischer Architekt, Maler und Buchautor
- Krebitz, Nicolette (* 1972), deutsche Schauspielerin und RegisseurinNicolette Krebitz (* 1972)

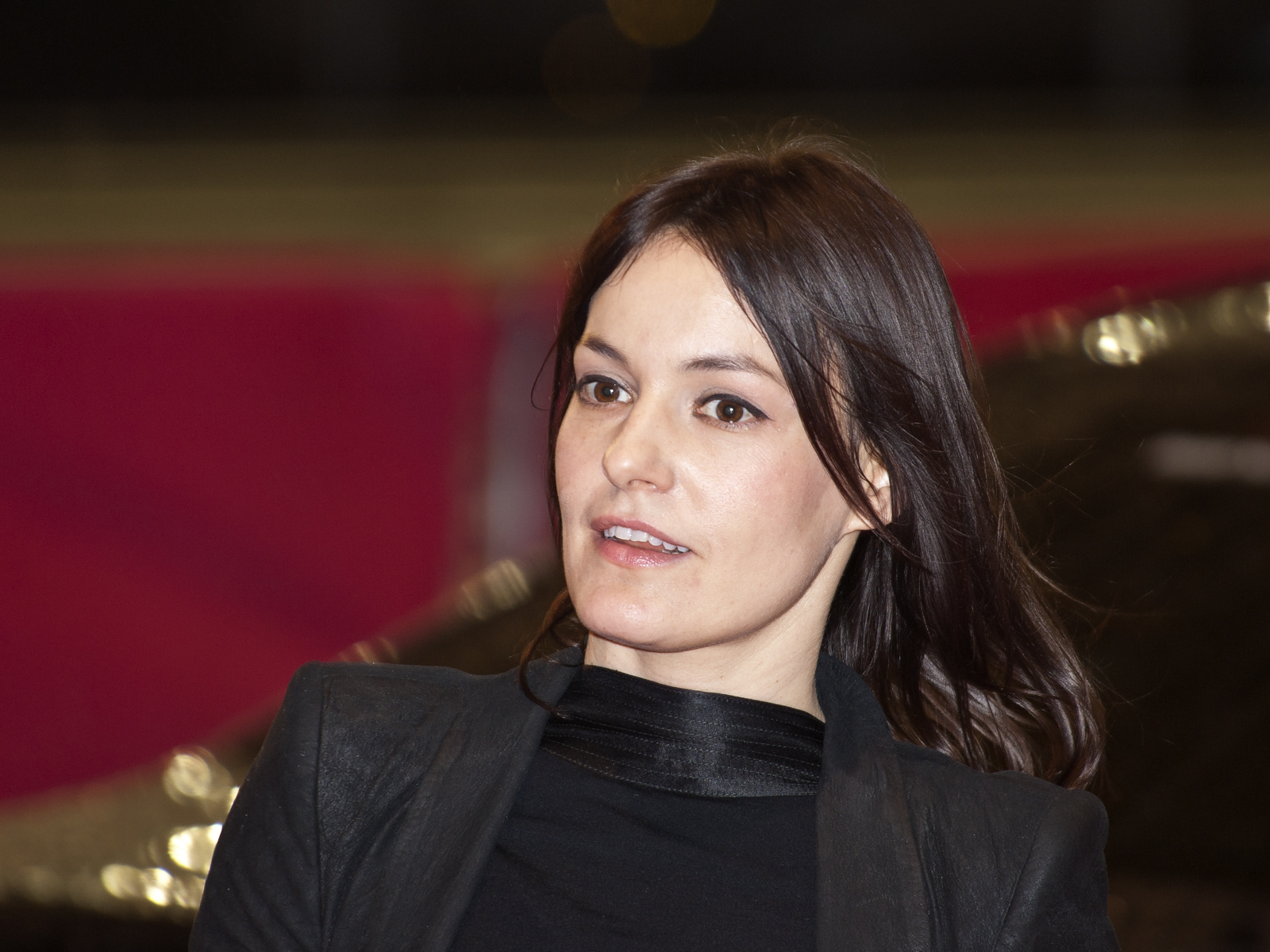
Nicolette Krebitz (* 1972)

### Krebs
- Krebs Hyllested, Vilma (* 2005), dänische Tennisspielerin
- Krebs, Adolf (1931–2009), deutscher Chemiker, der sich mit organischer Chemie befasste
- Krebs, Albert (1897–1992), deutscher Ministerialrat, Sozialpädagoge und Strafvollzugsreformer
- Krebs, Albert (1899–1974), Gauleiter von Hamburg im Dritten Reich
- Krebs, Albert (* 1951), deutscher Fußballspieler
- Krebs, Albrecht (* 1943), deutscher Autorennfahrer
- Krebs, Andreas, deutscher Manager und Unternehmer
- Krebs, Andreas (* 1976), deutscher alt-katholischer Theologe
- Krebs, Angelika (* 1961), deutsche Philosophin
- Krebs, Anika (* 1993), deutsche Volleyball- und Beachvolleyballspielerin
- Krebs, Annette (* 1967), deutsche Musikerin, Klangkünstlerin und Komponistin
- Krebs, Arthur Constantin (1850–1935), französischer Erfinder, Luftfahrt-, Unterseeboot- und Motorfahrzeugpionier
- Krebs, Bernard (1934–2001), französischer Paläontologe
- Krebs, Bernt (* 1938), deutscher Chemiker
- Krebs, Carl (1857–1937), deutscher Musikhistoriker und Musikkritiker
- Krebs, Carl (1889–1971), dänischer Turner
- Krebs, Caspar (1847–1906), deutscher Politiker
- Krebs, Christopher B., deutscher Klassischer Philologe
- Krebs, Claudia, deutsche Filmproduzentin
- Krebs, Cölestin (1849–1922), deutscher Amtsgerichtsrat und Politiker (Zentrum), MdR
- Krebs, Conrad (1809–1880), dänischer Lehrer und Schulleiter
- Krebs, Daniel (1827–1901), deutscher Revolutionär, Politiker
- Krebs, Denise (* 1987), deutsche Mittelstreckenläuferin
- Krebs, Detlef (* 1956), deutscher Bildhauer der klassischen Moderne
- Krebs, Dieter (1933–2011), deutscher Gynäkologe und Geburtshelfer
- Krebs, Diether (1947–2000), deutscher Schauspieler und Kabarettist
- Krebs, Edwin G. (1918–2009), US-amerikanischer Biochemiker
- Krebs, Eibe Maleen (* 1982), deutsche Filmregisseurin, Drehbuchautorin und Fotografin
- Krebs, Emil (1867–1930), deutscher Sinologe und VielsprachlerEmil Krebs (1867–1930)

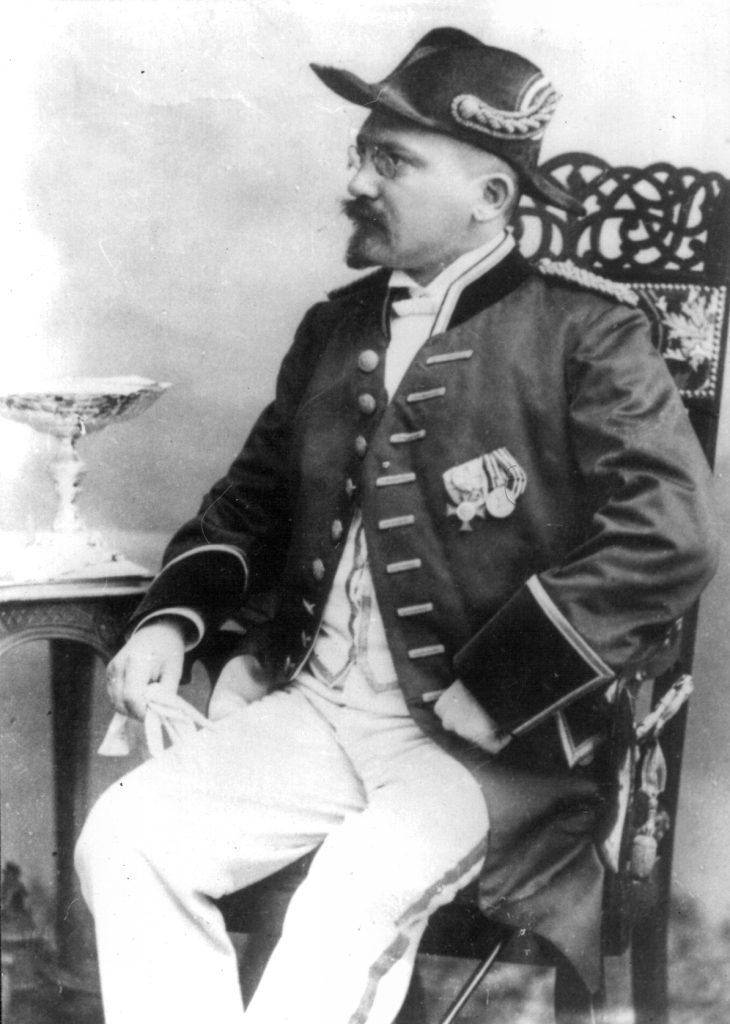
Emil Krebs (1867–1930)

- Krebs, Engelbert (1881–1950), deutscher römisch-katholischer Priester, Theologe, Dogmatiker
- Krebs, Ernst (1906–1970), deutscher Kanute
- Krebs, Eugen (1848–1912), deutscher Bankier
- Krebs, Florian (* 1988), deutscher Fußballspieler
- Krebs, Florian (* 1999), deutscher Fußballspieler
- Krebs, Fred (1931–1995), britischer Radrennfahrer
- Krebs, Friedrich (1832–1905), Stammapostel der Neuapostolischen Kirche
- Krebs, Friedrich (1867–1900), deutscher Papyrologe
- Krebs, Friedrich (1894–1961), deutscher Jurist und Politiker (NSDAP), MdL
- Krebs, Fritz (1914–1995), Schweizer Maler und Grafiker
- Krebs, Gaëtan (* 1985), französischer Fußballspieler
- Krebs, Gerhard (* 1943), deutscher Historiker
- Krebs, Gisela (1932–2023), deutsche Ökonomin und Hochschullehrerin
- Krebs, Hans, deutscher Architekt
- Krebs, Hans, deutscher Fußballspieler
- Krebs, Hans (1888–1947), deutsch-böhmischer Publizist und Politiker (NSDAP), MdR
- Krebs, Hans (1898–1945), deutscher General der Infanterie und Generalstabschef des Heeres im Zweiten WeltkriegHans Krebs (1898–1945)

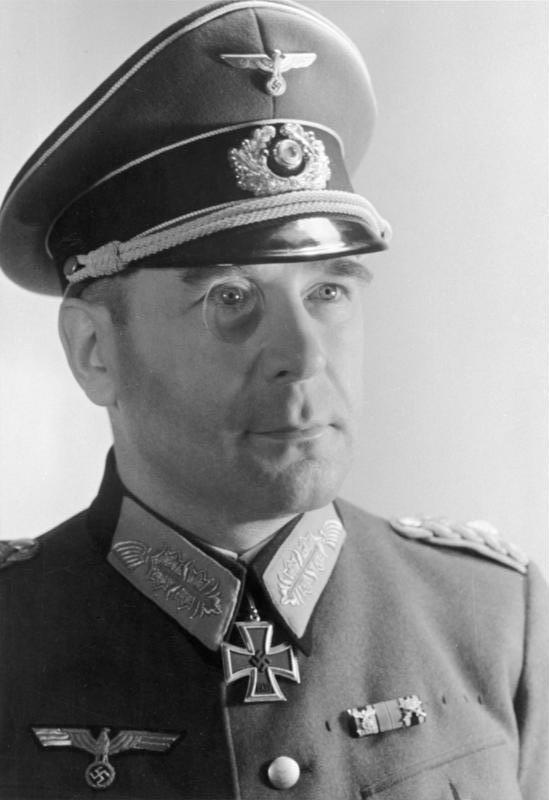
Hans Krebs (1898–1945)

- Krebs, Hans Adolf (1900–1981), deutscher, später britischer Mediziner, Internist und Professor für BiochemieHans Adolf Krebs (1900–1981)

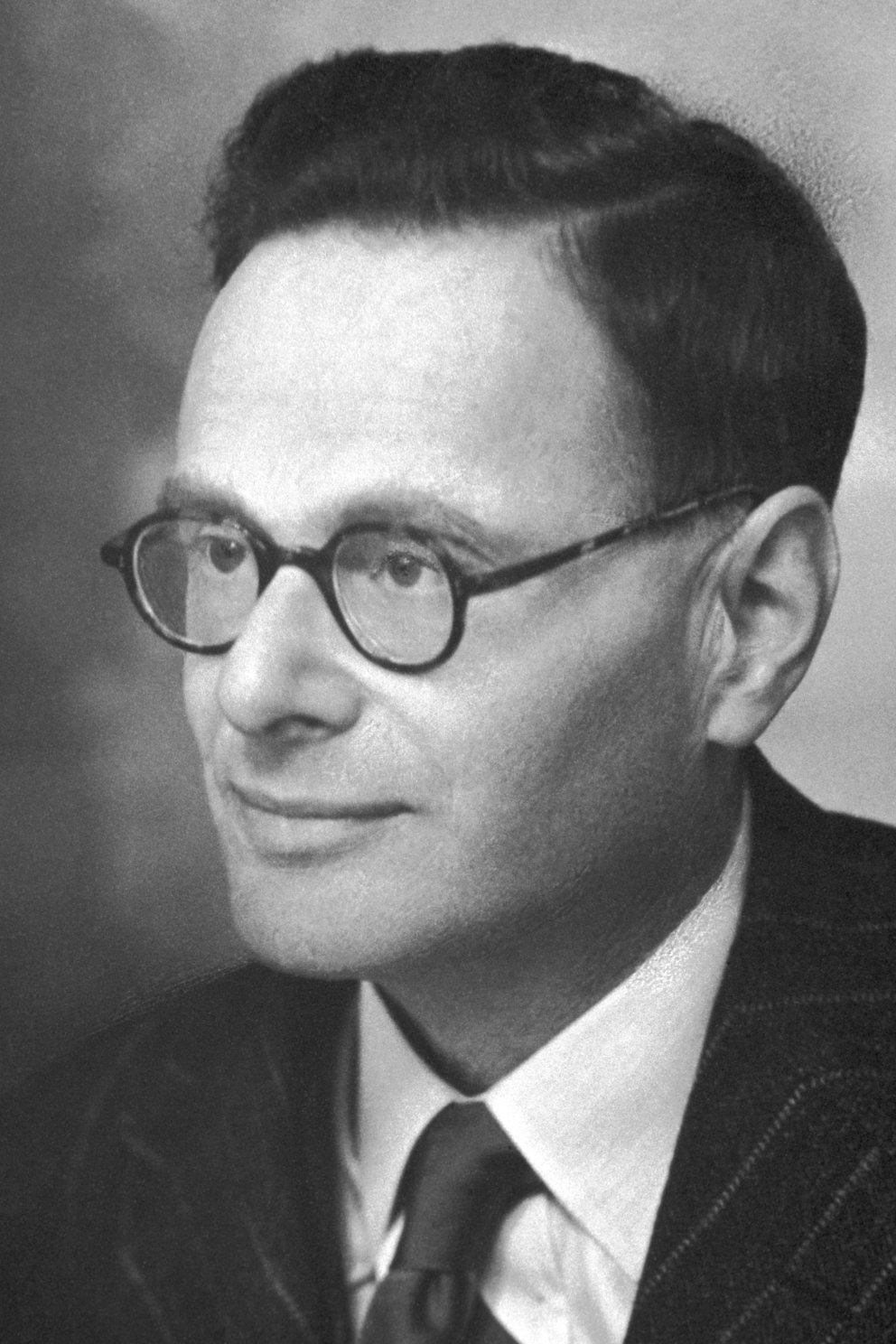
Hans Adolf Krebs (1900–1981)

- Krebs, Hans-Dieter (1932–2016), deutscher Publizist und Historiker
- Krebs, Harry (1919–2007), deutscher Politiker (SED), Gewerkschaftsfunktionär des FDGB
- Krebs, Hartmut (1946–2007), deutscher Beamter, Staatssekretär und Unternehmer
- Krebs, Heinrich (1910–2001), deutscher Richter
- Krebs, Heinz (1906–2003), deutscher Bankier
- Krebs, Helmut (1913–2007), deutscher Opern- und Oratoriensänger (Tenor)
- Krebs, Helmut (1924–1997), österreichischer Beamter der Wiener Stadtverwaltung, Tourismusdirekor
- Krebs, Herbert (1901–1980), deutscher Forstmann und Jagdautor
- Krebs, Hervé (* 1976), Schweizer Radsporttrainer, Pilot im Paracycling und ehemaliger BMX-Fahrer
- Krebs, Horst (* 1952), deutscher Fernseh- und Theaterschauspieler
- Krebs, Jacob (1782–1847), US-amerikanischer Politiker
- Krebs, Jakob (* 1978), deutscher Filmproduzent
- Krebs, Joachim (* 1935), deutscher DBD-Funktionär
- Krebs, Joachim (1952–2013), deutscher Komponist, Klangkünstler, Medienkünstler und Hochschullehrer
- Krebs, Johann Adam († 1674), deutscher Jurist, Hochschullehrer und Gesandter
- Krebs, Johann Adolf († 1661), deutscher Jurist und Gesandter bei den Westfälischen Friedensverhandlungen
- Krebs, Johann Baptist (1774–1851), deutscher Opernsänger (Tenor), Opernregisseur, Gesangspädagoge, Freimaurer und esoterischer SchriftstellerJohann Baptist Krebs (1774–1851)

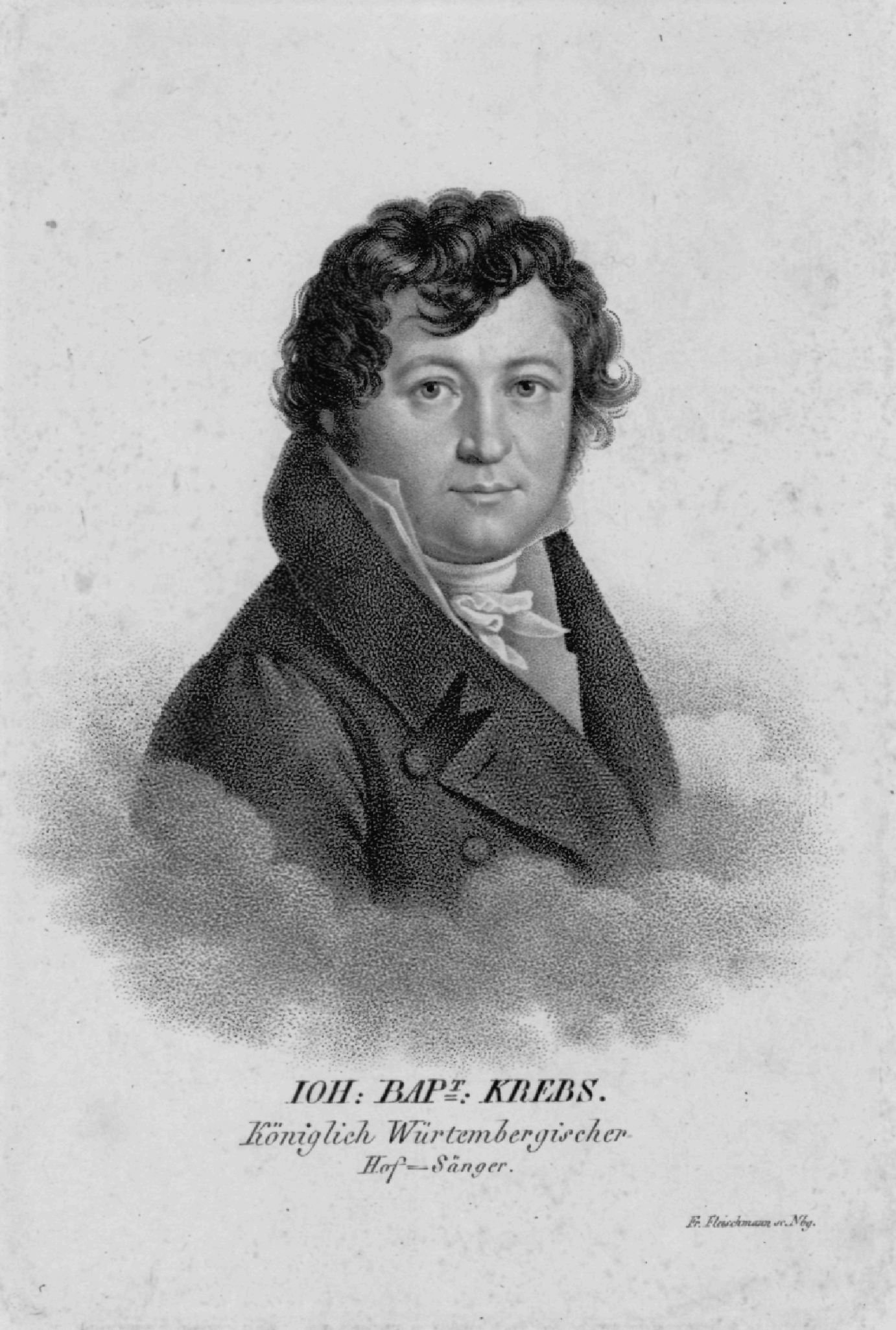
Johann Baptist Krebs (1774–1851)

- Krebs, Johann Gottfried († 1814), deutscher Komponist, Organist und Kantor
- Krebs, Johann Ludwig († 1780), deutscher Komponist und Organist
- Krebs, Johann Philipp (1771–1850), deutscher Klassischer Philologe und Gymnasiallehrer
- Krebs, Johann Tobias (1690–1762), deutscher Organist, Komponist und Kantor
- Krebs, Johann Tobias (1718–1782), deutscher Philologe und Pädagoge
- Krebs, Johanne Cathrine (1848–1924), dänische Malerin und Frauenrechtlerin
- Krebs, John Hans (1926–2014), US-amerikanischer Politiker deutscher Herkunft (Demokratische Partei)
- Krebs, John, Baron Krebs (* 1945), britischer Zoologe, Ornithologe und Verhaltensforscher
- Krebs, Joseph (1823–1890), deutscher Schriftsteller, Historiker und Politiker (Zentrum), MdR
- Krebs, Karl (1880–1914), deutscher Maler und Graphiker
- Krebs, Karl August (1804–1880), deutscher Pianist, Komponist, Dirigent und Kapellmeister
- Krebs, Konrad (1492–1540), deutscher Baumeister und Architekt
- Krebs, Kurt (1945–2017), deutscher Politiker (CDU), MdL
- Krebs, Manfred (1892–1971), deutscher Historiker und Archivar
- Krebs, Marina (1838–1910), deutsche Schriftstellerin
- Krebs, Mario (* 1951), deutscher Lektor, Autor, Produzent und Drehbuchautor
- Krebs, Markus (* 1970), deutscher Stand-up-ComedianMarkus Krebs (* 1970)

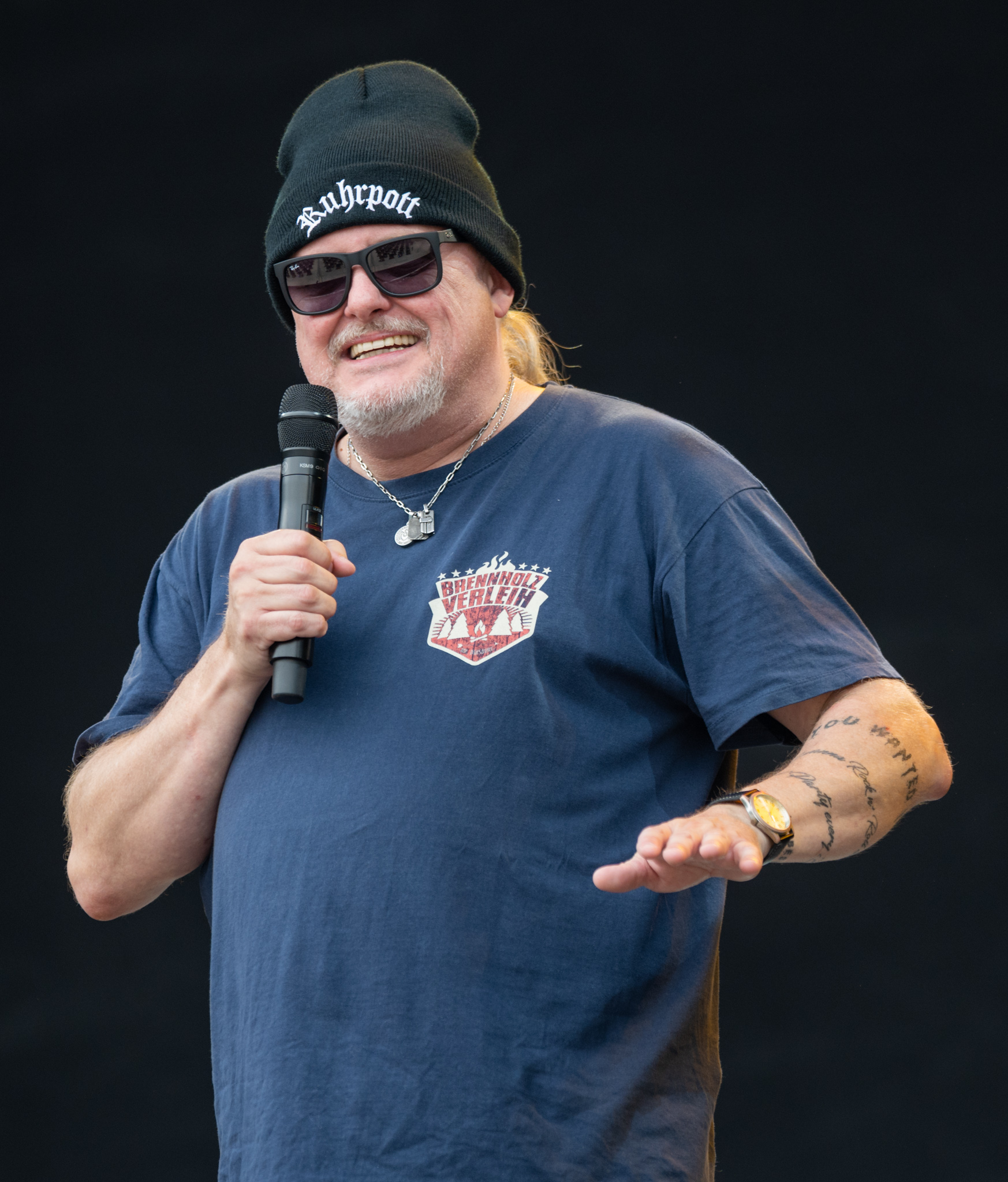
Markus Krebs (* 1970)

- Krebs, Marten (* 1981), deutscher Schauspieler und Moderator
- Krebs, Martin (* 1955), deutscher Konteradmiral (Marine der Bundeswehr)
- Krebs, Martin (* 1956), deutscher Geistlicher, Diplomat des Heiligen Stuhls und Erzbischof der römisch-katholischen Kirche
- Krebs, Meike (* 1979), deutsche Triathletin
- Krebs, Michael (* 1974), deutscher Kabarettist
- Krebs, Moritz (* 1998), Schweizer Unihockeyspieler
- Krebs, Narziß, deutscher Baumeister
- Krebs, Nathalie (1895–1978), dänische Keramikkünstlerin
- Krebs, Norbert (1876–1947), österreichischer Geograph und Hochschullehrer
- Krebs, Otto (1873–1941), deutscher Fabrikant und Kunstsammler
- Krebs, Paul J. (1912–1996), US-amerikanischer Politiker
- Krebs, Peter (* 1957), deutscher Handballspieler und Sportjournalist
- Krebs, Peter (* 1961), deutscher Jurist
- Krebs, Petra (* 1969), deutsche Politikerin (Bündnis 90/Die Grünen), MdL
- Krebs, Peyton (* 2001), kanadischer Eishockeyspieler
- Krebs, Philipp (* 1993), Schweizer Unihockeytrainer
- Krebs, Philipp (* 1994), deutscher Komponist
- Krebs, Pierre (* 1946), französischer Publizist und Verleger
- Krebs, Poul (* 1956), dänischer Rockmusiker und Songschreiber
- Krebs, Reinhard (* 1959), deutscher Politiker (CDU)
- Krebs, Ricardo (1918–2011), chilenischer Historiker
- Krebs, Richard (1906–1996), deutscher Leichtathlet
- Krebs, Rolf (1940–2023), deutscher Mediziner und Wirtschaftsmanager
- Krebs, Rolf (* 1949), deutscher evangelischer Theologe
- Krebs, Ruedi (* 1938), Schweizer Liedermacher
- Krebs, Shantel (* 1973), US-amerikanische Unternehmerin und Politikerin
- Krebs, Silke (* 1966), deutsche Politikerin (Bündnis 90/Die Grünen)Silke Krebs (* 1966)

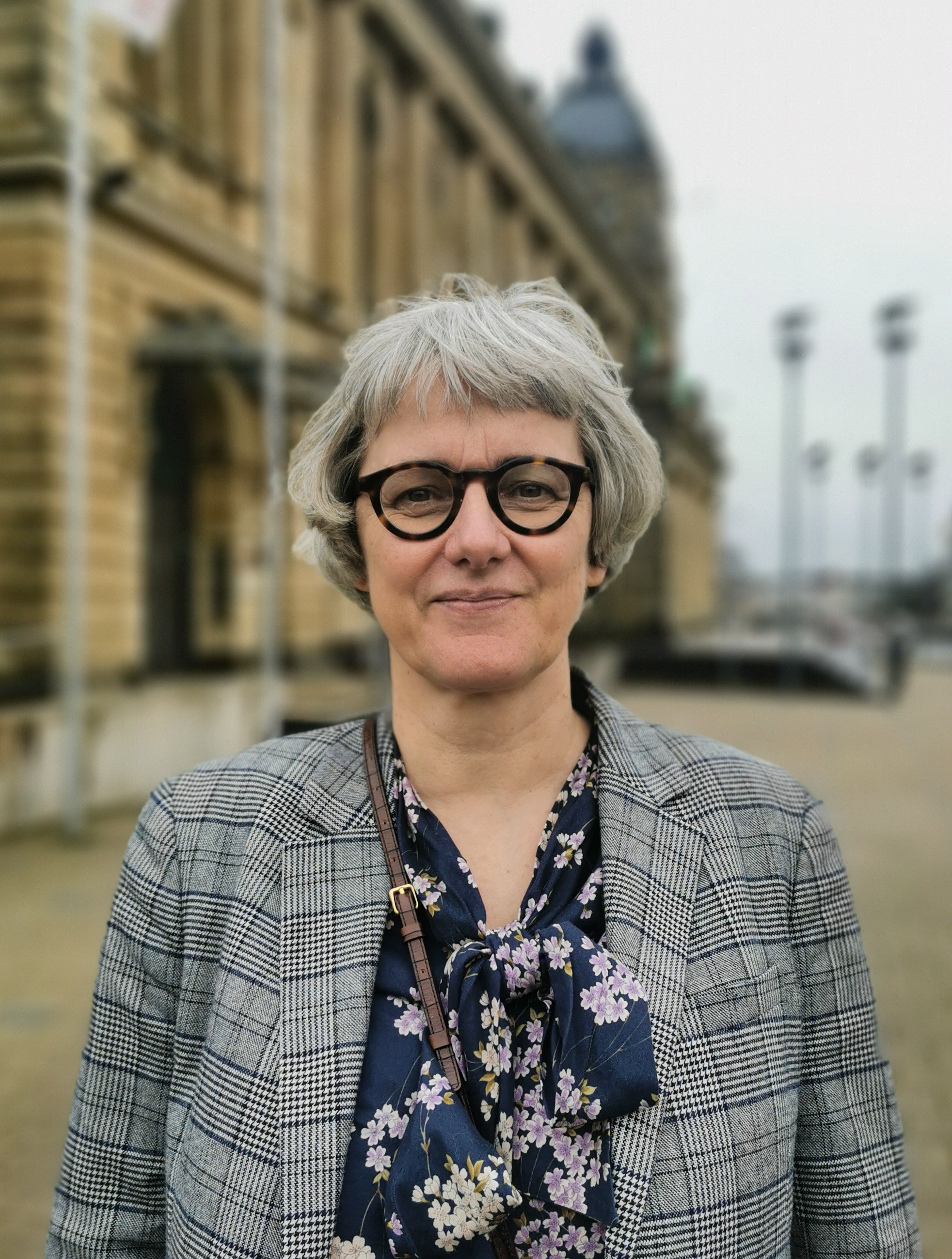
Silke Krebs (* 1966)

- Krebs, Solveig (* 1971), deutsche Schauspielerin
- Krebs, Stefan (* 1960), deutscher Beauftragter der Landesregierung für Informationstechnologie, Baden-Württemberg
- Krebs, Thomas (* 1993), dänischer Automobilrennfahrer
- Krebs, Tom, deutscher Ökonom und Hochschullehrer
- Krebs, Ulrich (* 1968), deutscher Politiker (CDU), Landrat des Hochtaunuskreises
- Krebs, Verena (* 1984), deutsche Historikerin
- Krebs, Victoria, deutsche Autorin
- Krebs, Walter (1890–1977), deutscher Schiffsbauingenieur
- Krebs, Walter (* 1946), deutscher Rechtswissenschaftler
- Krebs, Werner (1854–1937), Schweizer Unternehmer und Politiker
- Krebs, Wolfgang (1933–1981), deutscher Geologe und Hochschullehrer
- Krebs, Wolfgang (* 1959), deutscher Theaterschauspieler, Schauspieldozent und Regisseur
- Krebs, Wolfgang (* 1966), deutscher KabarettistWolfgang Krebs (* 1966)

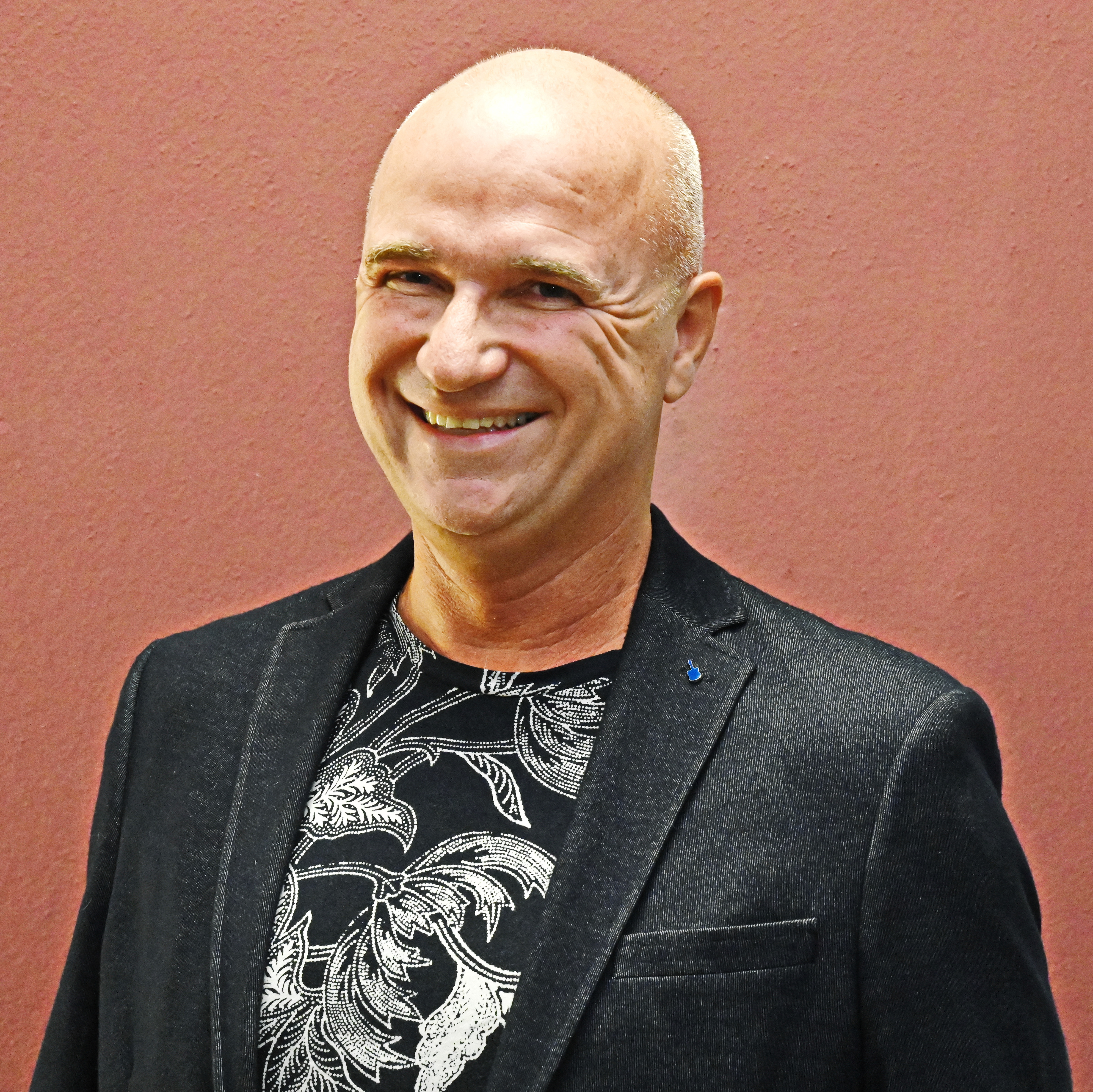
Wolfgang Krebs (* 1966)

- Krebs-Brenning, Mary (1851–1900), deutsche Pianistin
- Krebs-Thulin, Rosa (1926–2025), Schweizer bildende Künstlerin
- Krebs-Wetzl, Geza (* 1960), deutscher Politiker (CDU)
- Krebsbach, Astrid (1913–1995), deutsche Tischtennisspielerin
- Krebsbach, Eduard (1894–1947), Standortarzt im KZ Mauthausen